# Mauricio Pochettino
Mauricio Roberto Pochettino (Murphy, Santa Fe; 2 de marzo de 1972) es un exfutbolista profesional y entrenador de fútbol argentino. Actualmente dirige a la selección de fútbol de los Estados Unidos.
Como futbolista en el C. A. Newell's Old Boys salió campeón dos veces de la primera división de Argentina (1990-91 y Clausura 1992) y subcampeón de la Copa Libertadores de 1992. Se desempeñaba como defensa y jugó para R. C. D. Espanyol, Paris Saint-Germain F. C., Girondins de Burdeos y C. A. Newell's Old Boys. Internacionalmente representó a la selección argentina, con la cual disputó el Mundial de 2002. 
Como entrenador del Tottenham Hotspur F. C. salió subcampeón de la Premier League 2016-17 y de la Liga de Campeones 2018-19. Dirigió también al Paris Saint-Germain F. C. en 2021, único equipo con el que ha conseguido ganar algo, siendo campeón de Supercopa de Francia, su primer título como entrenador; luego, ese mismo año, ganó la Copa de Francia; y el siguiente año, ganó el título de la Ligue 1. 
En 2021, fue considerado uno de los mejores entrenadores a nivel mundial; su experiencia en la conducción técnica abarca importantes ligas como la Primera División española, la Premier League inglesa y la Ligue 1 francesa, asimismo logros como la obtención de una Ligue 1, una Supercopa de Francia, una Copa de Francia, un subcampeonato de Premier League y la disputa de una final de Liga de Campeones de la UEFA.

## Trayectoria

### Como jugador
Empezó en Newell's Old Boys y debutó en la Primera División de Argentina en 1988. En 1991 se consagró campeón del Campeonato de Primera División 1990-91 de la mano de Marcelo Bielsa. En 1992 ganó además el Torneo Clausura, también con Bielsa como entrenador. Integró también el plantel de Newell's Old Boys que disputó la Copa Libertadores de 1992, en la cual el conjunto rojinegro alcanzó la instancia final.
En 1994 fue transferido al Real Club Deportivo Espanyol, donde obtuvo la Copa del Rey de 2000.
Desde fines de 2000, y en años posteriores, pasó por el Paris Saint-Germain y el Girondins de Bordeaux.
En 2004 retornó al Real Club Deportivo Espanyol, para ya en 2006 consagrarse campeón nuevamente de la Copa del Rey. Pochettino es el futbolista extranjero que más encuentros ha disputado en el Espanyol (301), club en el cual obtuvo el apodo de «Sheriff de Murphy» y anotó un total de catorce goles.

### Como entrenador

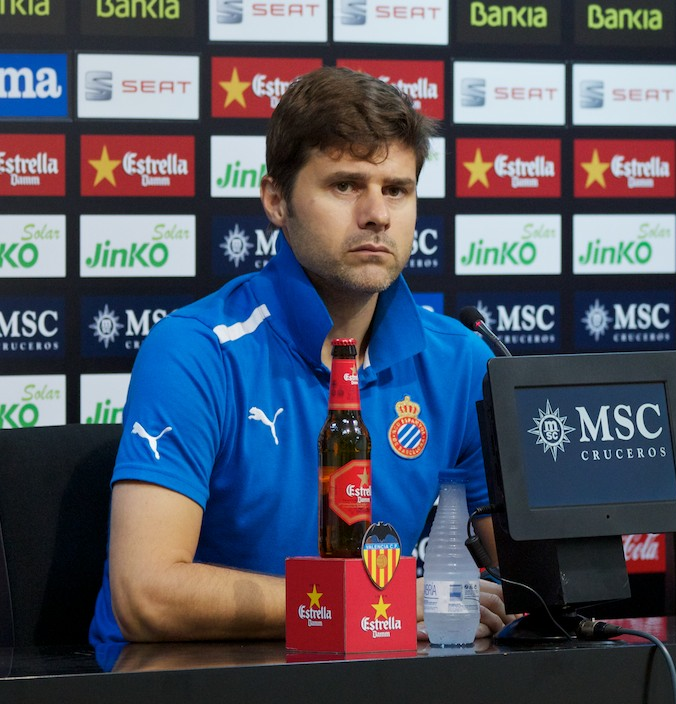
Pochettino como entrenador del R. C. D. Espanyol en 2012.

#### Espanyol
A principios de 2009, la destitución de José Manuel «Mané» Esnal como técnico de la primera plantilla españolista propició que el argentino se hiciera cargo del equipo, que ocupaba puestos de descenso y estaba en una situación muy delicada, a cinco puntos de la zona de permanencia. Sin embargo, el equipo catalán logró eludir el descenso tras sumar 32 puntos en diecinueve partidos y Pochettino renovó a final de temporada por tres años, siendo el primer entrenador del nuevo estadio de Cornellà-El Prat. En las dos siguientes temporadas (2009-10 y 2010-11), Mauricio volvió a llevar al equipo catalán a una cómoda salvación y nuevamente renovó su contrato con la entidad blanquiazul, esta vez hasta 2014.
El 25 de febrero de 2012, Pochettino se convirtió en el cuarto entrenador con más partidos al frente del conjunto blanquiazul.
Tras una nueva temporada (2011-12) sin apuros, la U. C. Sampdoria italiana intentó fichar a Pochettino, sin conseguirlo. Por lo tanto, siguió al frente del R. C. D. Espanyol en la temporada 2012-13, alcanzando los 150 partidos dirigiendo al club. Fue destituido a finales de noviembre de 2012, tras conseguir solo 2dos victorias en las trece primeras jornadas del campeonato, dejando al equipo en último lugar de la tabla.

#### Southampton
En enero de 2013, el Southampton F. C. de la Premier League inglesa le contrató como nuevo técnico. Se encontró dirigiendo a Paulo Gazzaniga, originario de Murphy como él. Debutó con un empate sin goles contra el Everton F. C., y poco a poco, los saints se fueron alejando de los puestos de descenso, logrando la permanencia a falta de una jornada para el final del campeonato.
Pochettino siguió al frente del Southampton F. C. para la siguiente campaña y cuajó un gran comienzo en la Premier League, situando al equipo en tercera posición tras once jornadas; lo que le valió el premio al mejor entrenador de la liga en el mes de octubre. Pero el equipo inglés no pudo mantener el ritmo y terminó el campeonato en el octavo puesto.

#### Tottenham Hotspur
El 27 de mayo de 2014, firmó un contrato por cinco años con el Tottenham Hotspur F. C. para ser su entrenador a partir de la temporada 2014-15. Se estrenó al frente de los Spurs ganando sus dos primeros partidos, lo que le permitió situarse como líder del campeonato, aunque el equipo no pudo conservar esa posición de privilegio y acabó la primera vuelta como séptimo clasificado. La segunda parte del campeonato fue ligeramente mejor, y el elenco inglés terminó en quinta plaza, accediendo a la Liga Europa.
Su segunda temporada en el banquillo de White Hart Lane comenzó con algunas dudas, pero el equipo londinense fue de menos a más y terminó la primera vuelta de la Premier League 2015-16 en cuarta posición, escalando incluso al segundo puesto al inicio de la segunda parte del campeonato. En la Liga Europa, los Spurs cayeron en octavos de final frente al Borussia Dortmund. El 12 de mayo de 2016, después de asegurarse el pase a la fase de grupos de la Liga de Campeones, Pochettino rubricó su renovación con el club londinense hasta 2021.
En la temporada 2016-17, el Tottenham de Pochettino protagonizó un gran comienzo, situándose en segunda posición y manteniéndose invicto tras siete jornadas. Posteriormente, el conjunto londinense acabó tercero en la fase de grupos de la Liga de Campeones (siendo repescado para la Liga Europa) y terminó la primera vuelta del campeonato doméstico como cuarto clasificado. Los Spurs concluyeron el curso como subcampeones de la Premier League, estableciendo un nuevo récord de puntos (86) en la historia del club.
En la temporada 2017-18, el equipo londinense perdió algo de fuelle y finalizó tercero en la Premier League; mientras que en la Liga de Campeones, pese a superar la fase de grupos como líder, fue eliminado en octavos de final por la Juventus de Turín. El 24 de mayo de 2018, Pochettino renovó su contrato con el Tottenham Hotspur hasta 2023.
El 17 de abril de 2019, llevó al Tottenham Hotspur F. C. a las semifinales de la Liga de Campeones por primera vez en su historia, tras derrotar al Manchester City en cuartos de final; y posteriormente llegó a la final tras remontar un resultado global de 0 a 3 frente al Ajax de Ámsterdam, aunque perdió dicha final contra el Liverpool (2-0).
El 19 de noviembre de 2019, tras completar un mal inicio de temporada en la Premier League, el Tottenham Hotspur F. C. anunció su destitución. Para algunos es el mejor entrenador que tuvo el Tottenham Hotspur F. C. en su historia, haciendo cosas que para en ese entonces parecían muy difíciles de lograr.

#### Paris Saint-Germain
El 2 de enero de 2021, el Paris Saint-Germain confirmó el nombramiento de Pochettino como su nuevo entrenador hasta junio de 2022. El 13 de enero de 2021, el Paris Saint-Germain se proclamó campeón de la Supercopa de Francia tras derrotar al Olympique de Marsella por 2 a 1, siendo el primer título de Pochettino como entrenador. Bajo su dirección, el Paris Saint-Germain llegó a semifinales de la Liga de Campeones, donde fue eliminado por el Manchester City. También ganó la Copa de Francia tras imponerse al A. S. Mónaco en la final (2-0), y terminó siendo subcampeón de la Ligue 1.
El 23 de julio de 2021, Pochettino amplió su contrato con el club por un año adicional. Una semana después, el 1 de agosto, el Paris Saint-Germain comenzó la temporada perdiendo la Supercopa de Francia contra el Lille (1-0). En la Copa de Francia, el equipo francés alcanzó los octavos de final, donde fue eliminado por el Olympique de Niza; mientras que también cayó en octavos de final de la Liga de Campeones, esta vez ante el Real Madrid C. F. Finalmente, concluyó la temporada alzándose con el título de campeón de la Ligue 1.
El 5 de julio de 2022, el club confirmó la rescisión de su contrato un año antes de la finalización del mismo.

#### Chelsea
El 29 de mayo de 2023, se confirmó su llegada al Chelsea F. C. como nuevo entrenador por las próximas dos temporadas, es decir, hasta junio del 2025, con opción a un año adicional. Comenzó a ejercer su cargo a partir del 1 de julio.
En febrero de 2024, alcanzó la final de la Copa de la Liga después de vencer al Newcastle United en los penaltis en los cuartos de final y una victoria global por 6 a 2 sobre el Middlesbrough F. C. en las semifinales.Sin embargo, el equipo perdió el encuentro definitorio por 1 a 0 ante el Liverpool en la prórroga.
El 21 de mayo de 2024, el club anunció la rescisión de su contrato por mutuo acuerdo.

#### Selección de los Estados Unidos
El 10 de septiembre de 2024, pese al antecedente de su compatriota, “Tata” Martino, en la Selección Mexicana, fue anunciado como entrenador de la Selección de fútbol de los Estados Unidos.

## Selección nacional
Fue internacional con la selección de fútbol de Argentina entre 1991 y 2002. Es recordado por hacerle un gol con la mano a José Luis Chilavert en un tiro de esquina que a los 66 minutos concretó el empate a dos para la Argentina contra Paraguay por la decimosexta fecha de las eliminatorias sudamericanas para la Copa Mundial de 2002. Participó también en la Copa Mundial de Fútbol de 2002, bajo la dirección de Marcelo Bielsa, siendo titular en los tres partidos de la fase de grupos.

### Participaciones en Copas del Mundo
| Mundial           | Sede                  | Resultado      | Partidos | Goles |
| ----------------- | --------------------- | -------------- | -------- | ----- |
| Copa Mundial 2002 | Corea del Sur y Japón | Fase de grupos | 3        | 0     |

## Clubes y estadísticas

### Como jugador
| Club                     | País      | Año       | Partidos | Goles |
| ------------------------ | --------- | --------- | -------- | ----- |
| Newell's Old Boys        | Argentina | 1988-1994 | 159      | 10    |
| RCD Espanyol             | España    | 1994-2001 | 256      | 12    |
| Paris Saint-Germain FC   | Francia   | 2001-2003 | 81       | 4     |
| FC Girondins de Bordeaux | Francia   | 2003-2004 | 15       | 1     |
| RCD Espanyol             | España    | 2004-2006 | 64       | 3     |

### Como entrenador

#### Clubes
| Equipo                       | Div.         | Temporada    | Liga  | Liga | Liga | Liga | Liga |       | Copa | Copa | Copa | Copa  |    | Internacional | Internacional | Internacional | Internacional | Internacional |   | Otros | Otros | Otros | Otros |     | Totales     | Totales | Totales | Totales | Totales | Totales | Totales | Totales |
| Equipo                       | Div.         | Temporada    | Part. | G    | E    | P    | Pos. | Part. | G    | E    | P    | Part. | G  | E             | P             | Pos.          | Part.         | G             | E | P     | Part. | G     | E     | P   | Rendimiento | GF      | GC      | Dif.    |         |         |         |         |
| ---------------------------- | ------------ | ------------ | ----- | ---- | ---- | ---- | ---- | ----- | ---- | ---- | ---- | ----- | -- | ------------- | ------------- | ------------- | ------------- | ------------- | - | ----- | ----- | ----- | ----- | --- | ----------- | ------- | ------- | ------- | ------- | ------- | ------- | ------- |
| RCD Espanyol · España        | 1.ª          | 2008-09      | 19    | 9    | 5    | 5    | 10.º | 2     | 0    | 1    | 1    | -     | -  | -             | -             | -             | -             | -             | - | -     | 21    | 9     | 6     | 6   | 52.38%      | 31      | 20      | +11     |         |         |         |         |
| RCD Espanyol · España        | 1.ª          | 2009-10      | 38    | 11   | 11   | 16   | 11.º | 2     | 0    | 1    | 1    | -     | -  | -             | -             | -             | -             | -             | - | -     | 40    | 11    | 12    | 17  | 37.5%       | 30      | 49      | -19     |         |         |         |         |
| RCD Espanyol · España        | 1.ª          | 2010-11      | 38    | 15   | 4    | 19   | 8.º  | 4     | 1    | 2    | 1    | -     | -  | -             | -             | -             | -             | -             | - | -     | 42    | 16    | 6     | 20  | 42.86%      | 50      | 58      | -8      |         |         |         |         |
| RCD Espanyol · España        | 1.ª          | 2011-12      | 38    | 12   | 10   | 16   | 14.º | 6     | 3    | 1    | 2    | -     | -  | -             | -             | -             | -             | -             | - | -     | 44    | 15    | 11    | 18  | 42.42%      | 59      | 66      | -7      |         |         |         |         |
| RCD Espanyol · España        | 1.ª          | 2012-13      | 13    | 2    | 3    | 8    | Inc. | 1     | 0    | 0    | 1    | -     | -  | -             | -             | -             | -             | -             | - | -     | 14    | 2     | 3     | 9   | 21.43%      | 14      | 25      | -11     |         |         |         |         |
| RCD Espanyol · España        | Total        | Total        | 146   | 49   | 33   | 64   | -    | 15    | 4    | 5    | 6    | -     | -  | -             | -             | -             | -             | -             | - | -     | 161   | 53    | 38    | 70  | 40.79%      | 184     | 218     | -34     |         |         |         |         |
| Southampton Inglaterra       | 1.ª          | 2012-13      | 16    | 4    | 7    | 5    | 14.º | -     | -    | -    | -    | -     | -  | -             | -             | -             | -             | -             | - | -     | 16    | 4     | 7     | 5   | 39.58%      | 19      | 20      | -1      |         |         |         |         |
| Southampton Inglaterra       | 1.ª          | 2013-14      | 38    | 15   | 11   | 12   | 8.º  | 6     | 4    | 0    | 2    | -     | -  | -             | -             | -             | -             | -             | - | -     | 44    | 19    | 11    | 14  | 51.51%      | 68      | 53      | +15     |         |         |         |         |
| Southampton Inglaterra       | Total        | Total        | 54    | 19   | 18   | 17   | -    | 6     | 4    | 0    | 2    | -     | -  | -             | -             | -             | -             | -             | - | -     | 60    | 23    | 18    | 19  | 48.33%      | 87      | 73      | +14     |         |         |         |         |
| Tottenham Hotspur Inglaterra | 1.ª          | 2014-15      | 38    | 19   | 7    | 12   | 5.º  | 9     | 5    | 2    | 2    | 10    | 5  | 3             | 2             | 1/16          | -             | -             | - | -     | 57    | 29    | 12    | 16  | 57.9%       | 91      | 71      | +20     |         |         |         |         |
| Tottenham Hotspur Inglaterra | 1.ª          | 2015-16      | 38    | 19   | 13   | 6    | 3.º  | 5     | 2    | 1    | 2    | 10    | 5  | 2             | 3             | 1/8           | -             | -             | - | -     | 53    | 26    | 16    | 11  | 59.12%      | 95      | 53      | +42     |         |         |         |         |
| Tottenham Hotspur Inglaterra | 1.ª          | 2016-17      | 38    | 26   | 8    | 4    | 2.º  | 7     | 5    | 0    | 2    | 8     | 2  | 2             | 4             | 1/16          | -             | -             | - | -     | 53    | 33    | 10    | 10  | 68.55%      | 117     | 44      | +73     |         |         |         |         |
| Tottenham Hotspur Inglaterra | 1.ª          | 2017-18      | 38    | 23   | 8    | 7    | 3.º  | 9     | 5    | 2    | 2    | 8     | 5  | 2             | 1             | 1/8           | -             | -             | - | -     | 55    | 33    | 12    | 10  | 67.27%      | 113     | 53      | +60     |         |         |         |         |
| Tottenham Hotspur Inglaterra | 1.ª          | 2018-19      | 38    | 23   | 2    | 13   | 4.º  | 7     | 4    | 1    | 2    | 13    | 6  | 2             | 5             | 2.º           | -             | -             | - | -     | 58    | 33    | 5     | 20  | 59.77%      | 103     | 65      | +38     |         |         |         |         |
| Tottenham Hotspur Inglaterra | 1.ª          | 2019-20      | 12    | 3    | 5    | 4    | Inc. | 1     | 0    | 1    | 0    | 4     | 2  | 1             | 1             | Inc.          | -             | -             | - | -     | 17    | 5     | 7     | 5   | 43.14%      | 31      | 26      | +5      |         |         |         |         |
| Tottenham Hotspur Inglaterra | Total        | Total        | 202   | 113  | 43   | 46   | -    | 38    | 21   | 7    | 10   | 53    | 25 | 12            | 16            | -             | -             | -             | - | -     | 293   | 159   | 62    | 72  | 61.32%      | 550     | 312     | +238    |         |         |         |         |
| Paris Saint-Germain Francia  | 1.ª          | 2020-21      | 21    | 15   | 2    | 4    | 2.º  | 6     | 5    | 1    | 0    | 6     | 2  | 1             | 3             | 1/2           | 1             | 1             | 0 | 0     | 34    | 23    | 4     | 7   | 71.57%      | 74      | 30      | +44     |         |         |         |         |
| Paris Saint-Germain Francia  | 1.ª          | 2021-22      | 38    | 26   | 8    | 4    | 1.º  | 3     | 2    | 1    | 0    | 8     | 4  | 2             | 2             | 1/8           | 1             | 0             | 0 | 1     | 50    | 32    | 11    | 7   | 71.33%      | 112     | 48      | +64     |         |         |         |         |
| Paris Saint-Germain Francia  | Total        | Total        | 59    | 41   | 10   | 8    | -    | 9     | 7    | 2    | 0    | 14    | 6  | 3             | 5             | -             | 2             | 1             | 0 | 1     | 84    | 55    | 15    | 14  | 71.43%      | 186     | 78      | +108    |         |         |         |         |
| Chelsea Inglaterra           | 1.ª          | 2023-24      | 38    | 18   | 9    | 11   | 6.º  | 13    | 8    | 2    | 3    | -     | -  | -             | -             | -             | -             | -             | - | -     | 51    | 26    | 11    | 14  | 58.17%      | 103     | 74      | +29     |         |         |         |         |
| Chelsea Inglaterra           | Total        | Total        | 38    | 18   | 9    | 11   | -    | 13    | 8    | 2    | 3    | -     | -  | -             | -             | -             | -             | -             | - | -     | 51    | 26    | 11    | 14  | 58.17%      | 103     | 74      | +29     |         |         |         |         |
| Total clubes                 | Total clubes | Total clubes | 498   | 239  | 113  | 146  | -    | 82    | 45   | 18   | 19   | 67    | 31 | 15            | 21            | -             | 2             | 1             | 0 | 1     | 649   | 316   | 144   | 189 | 56.09%      | 1110    | 755     | +355    |         |         |         |         |
| 1. 2. 3.                     |              |              |       |      |      |      |      |       |      |      |      |       |    |               |               |               |               |               |   |       |       |       |       |     |             |         |         |         |         |         |         |         |

#### Selección
| Estados Unidos      | 2024-25             | 10  | 6   | 1   | 3   | 2.º | -  | -  | -  | -  | -  | -  | -  | -  | - | 6 | 3 | 0 | 3 | 16  | 9   | 1   | 6   | 58.33% | 28   | 20  | +8   |
| Estados Unidos      | 2025-26             | -   | -   | -   | -   | -   | -  | -  | -  | -  | 0  | 0  | 0  | 0  | - | 0 | 0 | 0 | 0 | 0   | 0   | 0   | 0   | 0%     | 0    | 0   | +0   |
| Total selección     | Total selección     | 10  | 6   | 1   | 3   | -   | 0  | 0  | 0  | 0  | 0  | 0  | 0  | 0  | - | 6 | 3 | 0 | 3 | 16  | 9   | 1   | 6   | 58.33% | 28   | 20  | +8   |
| Total en su carrera | Total en su carrera | 508 | 245 | 114 | 149 | -   | 82 | 45 | 18 | 19 | 67 | 31 | 15 | 21 | - | 8 | 4 | 0 | 4 | 665 | 325 | 145 | 195 | 56.14% | 1138 | 775 | +363 |

#### Resumen por competiciones
| Competición                  | Partidos | Ganados | Empatados | Perdidos | %      | Resultado        |
| Clubes                       | Clubes   | Clubes  | Clubes    | Clubes   | Clubes | Clubes           |
| ---------------------------- | -------- | ------- | --------- | -------- | ------ | ---------------- |
| LaLiga                       | 146      | 49      | 33        | 64       | 41.09% | 8.º lugar        |
| Copa del Rey                 | 15       | 4       | 5         | 6        | 37.78% | Cuartos de final |
| Premier League               | 294      | 150     | 70        | 74       | 58.96% | Subcampeón       |
| FA Cup                       | 30       | 18      | 5         | 7        | 65.56% | Semifinales      |
| EFL Cup                      | 27       | 15      | 4         | 8        | 60.5%  | Subcampeón       |
| Ligue 1                      | 59       | 41      | 10        | 8        | 75.14% | Campeón          |
| Copa de Francia              | 9        | 7       | 2         | 0        | 85.19% | Campeón          |
| Supercopa de Francia         | 2        | 1       | 0         | 1        | 50%    | Campeón          |
| Liga de Campeones de la UEFA | 45       | 21      | 9         | 15       | 53.34% | Subcampeón       |
| Liga Europea de la UEFA      | 22       | 10      | 6         | 6        | 54.54% | Octavos de final |
| Total clubes                 | 649      | 316     | 144       | 189      | 56.09% | 3 Títulos        |
| Selección                    |          |         |           |          |        |                  |
| Liga de Naciones Concacaf    | 4        | 2       | 0         | 2        | 50%    | 4.º lugar        |
| Copa de Oro                  | 6        | 4       | 1         | 1        | 72.23% | Subcampeón       |
| Copa América                 | 0        | 0       | 0         | 0        | 0%     | En disputa       |
| Clasificatorias Mundial      | 0        | 0       | 0         | 0        | 0%     | En disputa       |
| Mundial                      | 0        | 0       | 0         | 0        | 0%     | En disputa       |
| Amistosos                    | 6        | 3       | 0         | 3        | 50%    | +3 PG            |
| Total selecciones            | 16       | 9       | 1         | 6        | 58.33% | Sin Títulos      |
| Total en su carrera          | 665      | 325     | 145       | 195      | 56.14% | 3 Títulos        |

## Palmarés

### Como jugador

#### Títulos nacionales
| Título           | Club              | País      | Año     |
| ---------------- | ----------------- | --------- | ------- |
| Primera División | Newell's Old Boys | Argentina | 1990/91 |
| Primera División | Newell's Old Boys | Argentina | C-1992  |
| Copa del Rey     | RCD Espanyol      | España    | 1999/00 |
| Copa del Rey     | RCD Espanyol      | España    | 2005/06 |

#### Títulos internacionales
| Título                    | Club                | País    | Año  |
| ------------------------- | ------------------- | ------- | ---- |
| Copa Intertoto de la UEFA | Paris Saint-Germain | Francia | 2001 |

### Como entrenador

#### Títulos nacionales
| Título               | Club                | País    | Año     |
| -------------------- | ------------------- | ------- | ------- |
| Supercopa de Francia | Paris Saint-Germain | Francia | 2020    |
| Copa de Francia      | Paris Saint-Germain | Francia | 2020/21 |
| Ligue 1              | Paris Saint-Germain | Francia | 2021/22 |